# San Miguelito (Honduras)
San Miguelito es un municipio del departamento de Francisco Morazán en la República de Honduras.

## Toponimia
Su nombre es en honor a Arcangel Miguel, santo de la Iglesia católica.

## Límites y geografía
Está situado al norte del Río Sapote.
| Orientación | Límite                                      |
| ----------- | ------------------------------------------- |
| Norte       | Municipio de Alubarén, Francisco Morazán    |
| Sur         | Municipio de La Libertad, Francisco Morazán |
| Este        | Municipio de San José, Choluteca            |
| Oeste       | Municipio de Curarén, Francisco Morazán     |

## Historia
Antes era una aldea de Alubarén, llamada Valle de Camarón.
En 1864, fue erigida en municipio, y en 1889, en la División Política Territorial 1889 era un municipio del Distrito de Reitoca.

## Turismo
Uno de los atractivos turísticos del municipio es la Piedra de Baile o la Piedra de la Balanza, es una piedra de gran tamaño ubicada sobre otra piedra, de la cual aún se desconoce cómo obtuvo su extraña posición, pero se cree que es producto de la erosión, actualmente es un mirador.

## Economía
La mayoría de su población se dedica principalmente al cultivo de granos básicos y a la crianza de ganado vacuno, equino y porcino, así como a la avicultura.

## División Política
Aldeas: 3 (2013)
Caseríos: 32 (2013)
| Código | Aldeas        |
| ------ | ------------- |
| 082101 | San Miguelito |
| 082102 | El Hato       |
| 082103 | Santa Marta   |